# 迈杰尔
迈杰尔，是匈牙利维斯普雷姆州所辖的一个村，总面积4.26平方公里，总人口29，人口密度6.8人/平方公里（2010年1月1日）。